# بوب جودي
بوب جودي (بالإنجليزية: Bob Goody)‏ (و. 1951 – م) هو ممثل، وواضع كلمات الأوبرا من المملكة المتحدة .

## التعليم
تعلم في الأكاديمية الملكية للفنون المسرحية، في تخصص تمثيل

## روابط خارجية
- بوب جودي على موقع IMDb (الإنجليزية)
- بوب جودي على موقع ألو سيني (الفرنسية)
- بوب جودي على موقع أول موفي (الإنجليزية)
- بوب جودي على موقع قاعدة بيانات الأفلام السويدية (السويدية)
- بوب جودي على موقع قاعدة بيانات الفيلم (الإنجليزية)
- بوب جودي على موقع كينوبويسك (الروسية)